# Raymond Moritz

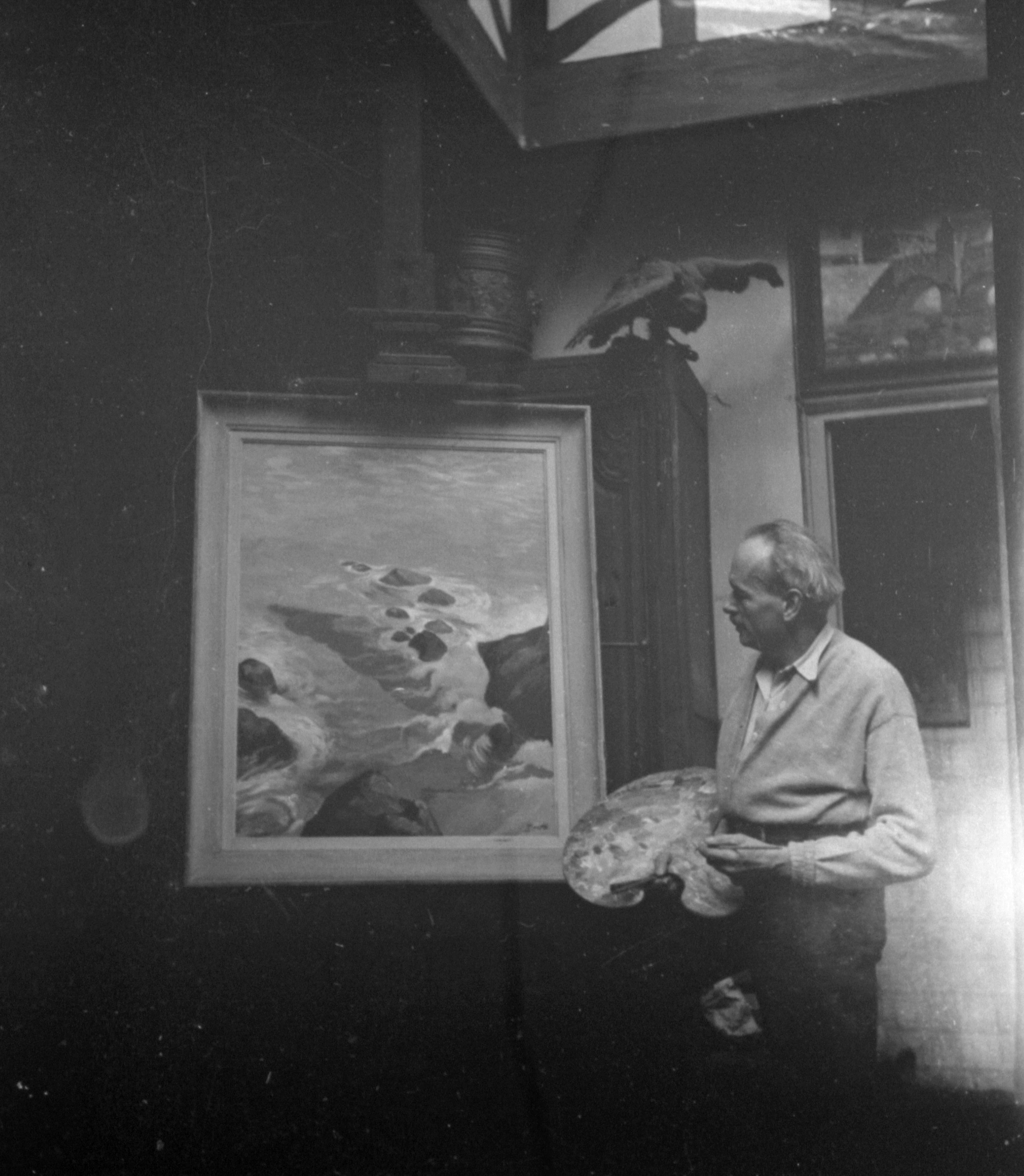

Raymond Moritz  né le 8 juillet 1891 et décédé le 12 avril 1950 à Paris est un peintre figuratif, illustrateur et fresquiste français.

## Biographie
Raymond Moritz est issu de familles originaires d'Alsace, pauvres et catholiques. La branche maternelle, les Staub était originaire de Wihr-au-Val où ils étaient tonneliers de père en fils. Son grand-père maternel Clément Staub s'installa à Kaysersberg (Haut-Rhin) où il possédait une maison dans une impasse qui porte aujourd'hui le nom d'impasse du père Staub. Il habitait au numéro 57. Son oncle, Marie-Clément Staub (1876-1936), fut le fondateur outre-Atlantique de la Congrégation des Sœurs de Sainte Jeanne d'Arc.
Il combattit, lors de la Grande Guerre - der des ders - dans le régiment de Péronne, le 120e régiment d'infanterie, dans la 2e compagnie de mitrailleurs, et fut décoré de la Croix de guerre 1914-1918 avec palme. 
Lors de l'inauguration de l'hôtel de ville d'Albert, il reçut les félicitations du président de la République, Albert Lebrun et de la presse britannique pour les peintures qu'il avait réalisées.
De 1942 à 1944, Moritz cacha un médecin juif, le soustrayant aux rafles et à la déportation.
Marié, il n'eut pas d'enfant biologique mais il adopta deux petites orphelines, filles d'un ami mort prématurément.
Il décéda à son domicile parisien le 12 avril 1950, des suites d'une douloureuse maladie comme l'indiquent les quotidiens nationaux. Ses obsèques se déroulèrent à l'église Saint-Philippe-du-Roule où son ami le père Roger Gichardan (1906-1985), directeur du Pèlerin et futur romancier aux Éditions du Masque sous le nom de Jacques Ouvard,  prononça son éloge funèbre. Il repose désormais au cimetière parisien de Saint-Ouen (Seine-Saint-Denis).

## Œuvres principales

### Illustration
Illustrateur, il est notamment présent dans les publications parisiennes de la Bonne presse, dans Le Pèlerin, des années 1920 aux années 1930, et dans L'Illustration. Il signait R.M. ou M. O'Ritz. 
On retrouve sa signature dans le magazine Bernadette (Bonne presse, Paris), en 1947 et 1948.
Moritz est le premier illustrateur du personnage de Jules Maigret de Georges Simenon, dont les nouvelles étaient prépubliées dans la presse avant l'édition en volume :
- Georges Simenon, L'étoile du Nord, série Les Nouvelles Enquêtes du commissaire Maigret, dans l'hebdomadaire Police-Roman, n° 23 du 30 septembre 1938, Paris, Société parisienne d'édition.
- Georges Simenon, Stan le tueur, série Les Nouvelles Enquêtes du commissaire Maigret, dans l'hebdomadaire Police-Roman, n° 35 du 25 décembre 1938, Paris, Société parisienne d'édition.
- Georges Simenon, La Vieille Dame de Bayeux, série Les Nouvelles Enquêtes du commissaire Maigret, dans l'hebdomadaire Police-Roman, n° 41 du 3 février 1939, Paris, Société parisienne d'édition.
- Georges Simenon, L'enquête de Mlle Doche, série Les Nouvelles Enquêtes du commissaire Maigret, dans l'hebdomadaire Police-Roman, n° 47 du 17 mars 1939, Paris, Société parisienne d'édition.
- Georges Simenon, La demoiselle en bleu pâle, série Les Nouvelles Enquêtes du commissaire Maigret, dans l'hebdomadaire Police-Roman, n° 79  du  24 novembre 1939, Paris, Société parisienne d'édition.
- Georges Simenon, Le mort tombe du ciel, série Les Nouvelles Enquêtes du commissaire Maigret, dans l'hebdomadaire Police-Roman, n° 91  du  16 février 1940, Paris, Société parisienne d'édition.
- Georges Simenon, L'amiral a disparu, série Les Nouvelles Enquêtes du commissaire Maigret, dans l'hebdomadaire Police-Roman, n° 103  du  1940, Paris, Société parisienne d'édition.

Chez le même éditeur, entre 1938 et 1940, il a signé des illustrations et des couvertures de nouvelles de la Série "Nouvelles aventures policières" dites aussi "Nouvelles exotiques", toujours de Simenon : notamment Tempête sur la Manche en 1938, Le notaire de Châteauneuf en juin 1938, L'improbable Mr Owen du 15 juillet 1938, Ceux du grand café du 12 août 1938, L'amoureux de Madame Maigret, 1939.
En édition, on retient aussi :
- Georges Fronval, Le Mystère du Val d'enfer, Collection "Sous le signe de l'Aventure", no 12, Lille, Nord-édition, 1948.
- Jean Renald, Sans peur et sans reproche Leclerc, Paris, Maison de la Bonne Presse, 1948.
- Henriette Robitaillie : Olivier sur la route, Collection "Ohé les gars", Paris, Maison de la bonne presse, 1949.

Il a illustré Roland Dorgelès et André Maurois.

### Peinture
Moritz est un paysagiste qui laissa nombre de toiles en Picardie. Durant la Première Guerre mondiale, il combattit en terres picardes, à Assevillers, Dompierre-Becquincourt et Berny-en-Santerre, et en a rapporté de nombreux croquis. De même, il ramena des croquis d'Espagne, de Pologne, des Pays-Bas et de sa chère Alsace.
Orientaliste, ayant beaucoup peint la lumière du grand Sud, on lui doit :
- L'entrée du Sultan par Bab Mansour à Meknès, une gouache de 41X54 qui fut vendue 22 000 francs en 1990 chez Tajan.

- Les  peintures de la salle des mariages (Frise des âges de la vie) et de la salle du conseil municipal de l'hôtel de ville d'Albert

Exposition
Raymond Moritz exposa régulièrement au Salon d'Hiver de 1923 à 1941.
Il exposa également au Salon de l’École française en 1948, au Salon des humoristes et à la galerie Charpentier, rue du Faubourg-Saint-Honoré.

### Fresque
Illustrateur de romans-feuilletons et peintre, Raymond Moritz a réalisé de nombreuses fresques en Picardie, notamment :
- Dans l'église Saint-Vincent d'Auchonvillers, (Somme), une descente de croix, témoignant de la ferveur religieuse du généreux Moritz.

- Dans la chapelle de Beaulieu-les-Fontaines, (Oise), un ensemble consacré à Jeanne d'Arc, exécuté pour la commémoration de 1930, avec l'aide documentaire de son oncle, le père Marie-Clément Staub (1876-1936), docteur en philosophie et fondateur de la congrégation des Sœurs de Sainte Jeanne d'Arc au Canada et aux États-Unis. Jeanne d'Arc fut enfermée au donjon du bourg en juin 1430 après sa capture à Margny-lès-Compiègne le 23 mai précèdent.

- Dans le bureau de la maison du docteur Eugène Fernet (au 18, rue de Birmingham, Albert), conseiller municipal à Albert (Somme), un ensemble de grandes et magnifiques fresques sur la Grande guerre, du départ à la reconstruction en passant par la bataille, d'un format de 7 mètres 75 par 95 centimètres. Cinq de ces œuvres ont été éditées en cartes postales chez Fondary. Le docteur Fernet, un ami de Moritz, l'avait sans doute sollicité pour participer à l'édification de l'hôtel de Ville d'Albert.

## Sources
- (fr) Emmanuel Bénézit, Dictionnaire critique et documentaire des peintres, sculpteurs, dessinateurs et graveurs de tous les temps et de tous les pays (14 vol.), Paris, éditions Gründ, 1999 (4e édition), 958 p. (ISBN 978-2-7000-3010-5 et 2-7000-3010-9)
- Documents de la famille Annie Fernet.

## Liens
- Albert
- Grande Guerre
- Entre-deux-guerres